# منطقة باهرايش
باهرايش رمزها «BH» (بالإنجليزية: Bahraich)‏ ، هو تقسيم إداري لدولة الهند تتبع ولاية أتر برديش (بالإنجليزية: Uttar  Pradesh)‏ ، مركزها هو مدينة باهرايش (بالإنجليزية: Bahraich)‏ عدد سكانها حسب تعداد سنة 2001 هو 2,384,239 ، مساحتها 5,745 كم² وكثافة السكان 415 لكل كم² .